# Izbiceni
Izbiceni est une commune roumaine située dans le județ d'Olt.